# Andreas Drost

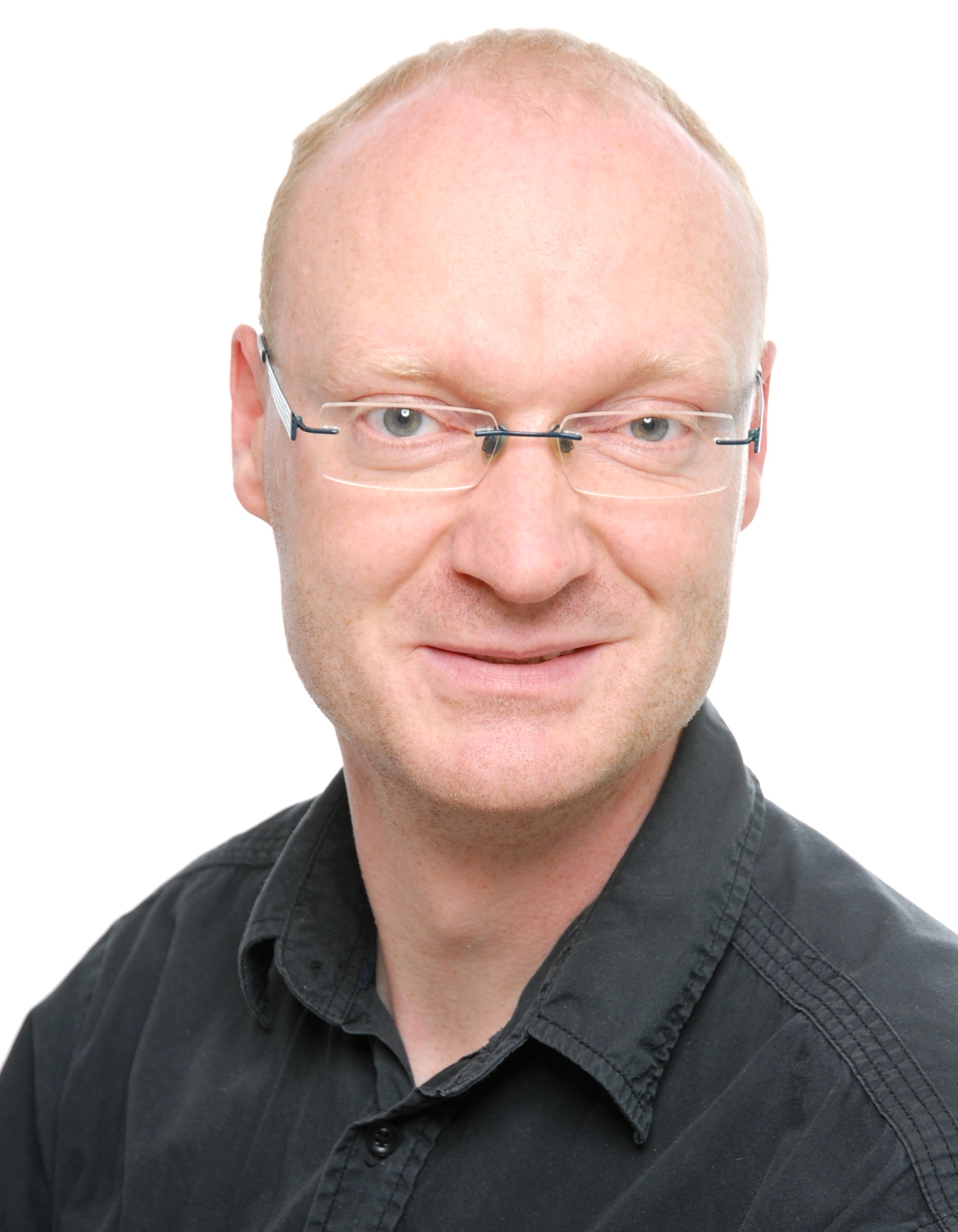
Andreas Drost (2016)

Andreas Drost (* 14. Januar 1980 in Schwerin) ist ein deutscher Synchronregisseur, Dialogbuchautor, Diplom-Tonmeister (AV), Synchronsprecher und Servicedienstleister für Synchron- und Audiopostproduktionsleistungen.

## Biografie und Wirken
Andreas Drost wurde am 14. Januar 1980 in Schwerin (DDR) als Sohn von Angelika und Klaus-Michael Drost geboren. Schon in frühen Kindheitsjahren erlernte er das Klavierspielen. Er sang im Kinderchor des Mecklenburgischen Staatstheaters. Schon während seiner Schulzeit schrieb und produzierte er Musik für Theaterstücke, in denen er selbst als Darsteller mitwirkte, sowie für Schüler- und Studentenfilme, die u. a. auf dem Filmkunstfest Schwerin uraufgeführt wurden. 1997 gründete er zusammen mit Thomas Krempien und Thomas Luft die Band „T.And.T“, die drei Studioalben im Selbstverlag und u. a. eine Brandingmusik für die WEMAG Schwerin sowie die Creditmusik für den Kurzfilm „Mr. Hollywood Man“ von Bartosz Werner komponierte und produzierte. Nach seinem Abitur 1998 und anschließenden 23 Monaten Dienst in der Deutschen Marine, wo er im Seemannschor der Deutschen Marineschule List/Sylt sang, studierte Andreas Drost an der Hochschule für Film und Fernsehen „Konrad Wolf“ (jetzt Filmuniversität Babelsberg „Konrad Wolf“) im Studiengang Ton. Hier eignete er sich neben Filmton und Filmmusik weitere Fertigkeiten für seine spätere Arbeit als Synchronregisseur an, u. a. in den Bereichen Kameratechnik, Filmgeschichte und Filmdramaturgie. Parallel dazu war er im Rundfunk Berlin-Brandenburg RBB als freier Tontechniker und in diversen Filmprojekten als Filmtonmeister am Set tätig. Für den mit dem Silbernen Bären als bester Animationskurzfilm ausgezeichneten Film „Our Man In Nirvana“ von Jan Köster zeichnete er zusammen mit Daniel Gilde für das Sounddesign und den Musikmix verantwortlich.
An seinem Abschlusslangspielfilm „Mondscheinkinder“ von Manuela Stacke arbeitete er als Sound Supervisor, Settonmeister und Sound Designer.
Nach seinem Studienabschluss 2006 mit Summa Cum Laude und einigen Jahren als freier Settonmeister in der Werbung sowie als Sprach- und Geräuschetonmeister folgte 2011 schließlich die Anstellung als Bereichsleiter Recording und Synchron bei der Firma Rotor Film in Babelsberg. In dieser Zeit übernahm er auch die Leitung der Inhouse-Postproduktion für mehrere deutsche und internationale Film-, TV und Streaming-Projekte.
In jenen Jahren bis 2018 perfektionierte Andreas Drost zudem seine Qualifikationen im Bereich lippensynchrones Dialogbuch und Synchronregie.
Seit Frühjahr 2018 ist Andreas Drost als selbstständiger Dialogautor, Synchronregisseur und freier Postproduktionsproduzent sowie als Tonmeister für ADR, Synchron und Geräusche (Foleymixer/Foleys) erfolgreich tätig. Er ist außerdem regelmäßig als Kleinrollen- und Ensembleschauspieler in diversen Originalton- und Synchronproduktionen zu hören.
Er gibt Synchron- und Foleyworkshops z. B. an der Filmakademie Baden-Württemberg und der ssfv und bemüht sich als erfahrener Synchrontonmeister und Produktionsleiter um die Nachwuchsförderung, u. a. für die Yellow Dubmarine.
Andreas Drost ist mit der Diplom-Pflegepädagogin und Coachin im Gesundheitswesen Tina Drost verheiratet und hat mit ihr zwei Kinder.

## Synchronrollen (Auswahl)
- 2025: Heidi - Die Legende vom Luchs (Kinofilm, CH-Fassung) als Keuchender Villager
- 2025: The Rookie (Fernsehserie) als Miguel (S07E01) (Synchronregie: Charles Rettinghaus)
- 2024: Tatort - Fährmann (Fernsehfilm) als KTU Mann am Felsen
- 2024: Tatort - Von Affen und Menschen (Fernsehfilm) als Labortechniker (TEL), Zoobesucher 2
- 2021–2023: Neumatt (Fernsehserie) als Milchbauer, Hockeyspieler 4
- 2022: Die Goldenen Jahre (Kinofilm) als Mann im Restaurant
- 2020: Percy (Kinofilm) als Monsanto Farmer
- 2020: Frieden als Schweizer Kollaborateur, Jüdischer Jugendlicher
- 2020: Das Blubbern von Glück (Kinofilm) als Arzt Notaufnahme (Synchronregie: Sebastian Schulz)
- 2018: Bad Banks (Fernsehserie) als Mann im Inkubator, angestellter Daytrader
- 2017: Zwischen Himmel und Hölle als Kutscher, Waldräuber
- 2015: Deutschland 83 als Bartender, Waffenkäufer, Mann Sicherungskasten
- 2013: Unsere Mütter, unsere Väter als Deutscher Soldat Brunnen, Granatensoldat

## Synchronregie (Auswahl)
- 2025: Heidi - Die Legende vom Luchs (Kinofilm, CH-Fassung)
- 2025: Heldin (Kinofilm)
- 2025: Das echte große Krabbeln (Serie)
- 2024: Garfield (Kinofilm, CH-Fassung)
- 2024: We Were the Lucky Ones (Fernsehserie)
- 2023: Early Birds (Kinofilm)
- 2022: Virgin the Series (Fernsehserie)
- 2022: Hotel Sinestra (Kinofilm, CH-Fassung)
- 2022: Die Wunschglocke (Fernsehfilm)
- 2022: Die Goldenen Jahre (Kinofilm)
- 2022: Pentatonix – Around the world for the holidays (Fernsehfilm)
- 2021: Der Räuber Hotzenplotz (Kinofilm, CH-Fassung)
- 2021–2023: Neumatt (Fernsehserie)
- 2020: Frieden (Fernsehserie)
- 2019: Jagdzeit (Kinofilm)
- 2019: Aus dem Schatten – Eine Zeit der Hoffnung (Fernsehfilm)
- 2018: Der Krieg und ich (Fernsehserie, Episoden 2–6, 8)
- 2017–2018: Charité (Fernsehserie)
- seit 2015: Tatort (Fernsehreihe, Luzern, Zürich)

## Deutsches Dialogbuch (Auswahl)
- 2025: Heldin (Kinofilm)
- 2024: Tatort - Von Affen und Menschen (Fernsehfilm)
- 2024: Tatort - Fährmann (Fernsehfilm)
- 2023: Early Birds (Kinofilm)
- 2022: Die Goldenen Jahre (Kinofilm)
- 2022: Virgin the Series (Fernsehserie, Episoden 7–10)
- 2021–2023: Neumatt (Fernsehserie)
- 2020: Frieden (Fernsehserie)
- 2020: Stürm – Bis wir tot sind oder frei (Kinofilm)
- 2019: Jagdzeit (Kinofilm)
- 2018: Der Krieg und ich (Fernsehserie, Episoden 2–6, 8)
- 2017–2018: Charité (Fernsehserie)

## Filmmusik
- 2004: Studentischer Kurzfilm von Maike Götz (Musik, Mischung)
- 2003: Mister Hollywood Man (Kurzfilm, Regie: Bartosz Werner)
- 2002: Fremde Welten (Kurzfilm, Regie: Bartosz Werner)
- 1998: You don’t know Tatonka (Imagefilm, Regie: Andreas Drost)
- 1997: Die Tür (Kurz-Experimentalfilm)